# Basket Livorno 2005-2006
Questa voce raccoglie le informazioni riguardanti il Basket Livorno nelle competizioni ufficiali della stagione 2005-2006.

## Stagione
La stagione 2005-2006 del Basket Livorno è la 5ª nel massimo campionato italiano di pallacanestro, la Serie A.
Anche per questa stagione la Lega Basket conferma la regola riguardo al numero di giocatori extracomunitari consentiti per ogni squadra, cioè tre.

## Organigramma societario
Staff Tecnico:
- Allenatore: Paolo Moretti
- Vice Allenatore: Sandro Dell'Agnello
- Assistente: Campanella Federico
- Preparatore Atletico: Mazzoncini Gianluca
- Medico: Caciagli Daniele
- Fisioterapista: Simonetta Massimo

Staff societario:
- Presidente: Ritorni Claudio
- Vicepresidente: Giannone Gianni
- Direttore Organizzativo: Masini Fabrizio
- Direttore Tecnico: Crippa Claudio
- Team Manager: Guidi Giancarlo
- Segreteria: Caroti Bruno
- Segreteria: Donati Sara
- Addetto stampa: Parducci Francesco

## Roster
Aggiornato al 27 dicembre 2021.
| Basket Livorno 2005-06 | Basket Livorno 2005-06 |
| Giocatori              | Staff tecnico          |
| ---------------------- | ---------------------- |

| N. | Naz.                                       | Ruolo | Nome              | Anno | Alt.   | Peso   |  |
| -- | ------------------------------------------ | ----- | ----------------- | ---- | ------ | ------ |  |
| 4  | Francia (bandiera)                         | C     | Bill Phillips     | 1979 | 208 cm | 110 kg |  |
| 5  | Stati Uniti (bandiera)                     | AC    | Chevon Troutman   | 1981 | 202 cm | 109 kg |  |
| 6  | Stati Uniti (bandiera)                     | GA    | Paul McPherson    | 1978 | 193 cm | 95 kg  |  |
| 7  | Stati Uniti (bandiera) · Italia (bandiera) | G     | Tony Dobbins      | 1981 | 194 cm | 86 kg  |  |
| 8  | Italia (bandiera)                          | G     | Alberto Aspidi    | 1988 | 195 cm |        |  |
| 9  | Stati Uniti (bandiera)                     | AP    | Luke Recker       | 1978 | 197 cm | 98 kg  |  |
| 10 | Argentina (bandiera) · Italia (bandiera)   | P     | Antonio Porta (C) | 1983 | 188 cm | 85 kg  |  |
| 12 | Argentina (bandiera) · Italia (bandiera)   | P     | Nelson Ingles     | 1975 | 182 cm | 84 kg  |  |
| 13 | Italia (bandiera)                          | PG    | Gianni Cantagalli | 1988 | 194 cm | 80 kg  |  |
| 14 | Italia (bandiera)                          | AC    | Tommaso Fantoni   | 1985 | 206 cm | 107 kg |  |
| 15 | Italia (bandiera)                          | C     | Fabio Vannini     | 1987 | 205 cm |        |  |
| 18 | Spagna (bandiera)                          | A     | Alejandro Gómez   | 1972 | 204 cm | 98 kg  |  |
| 20 | Italia (bandiera)                          | G     | Alessandro Abbio  | 1971 | 193 cm | 85 kg  |  |
| -  | Italia (bandiera)                          | GA    | Federico Bernini  | 1988 | 191 cm |        |  |
| -  | Italia (bandiera)                          | GA    | Tommaso Rizzacasa | 1988 |        |        |  |
| -  | Italia (bandiera)                          | A     | Daniele Valerio   | 1985 | 200 cm | 92 kg  |  |

| Allenatore                                                                                              |
| - Paolo Moretti                                                                                         |
| Assistente/i                                                                                            |
| - Sandro Dell'Agnello - Federico Campanella Legenda - (C) Capitano - (IN) Inattivo - Infortunato Roster |

## Mercato

### Sessione estiva
| Acquisti | Acquisti         | Acquisti           | Acquisti   | Acquisti |
| R.       | Nome             | da                 | Modalità   |          |
| -------- | ---------------- | ------------------ | ---------- | -------- |
| AC       | Chevon Troutman  | Metros de Santiago | definitivo |          |
| AP       | Luke Recker      | Girona             | definitivo |          |
| GA       | Paul McPherson   | Pall. Reggiana     | definitivo |          |
| G        | Alessandro Abbio | Granada            | definitivo |          |
| C        | Bill Phillips    | Racing Parigi      | definitivo |          |
| P        | Nelson Ingles    | Crabs Rimini       | definitivo |          |

| Cessioni | Cessioni               | Cessioni          | Cessioni       | Cessioni |
| R.       | Nome                   | a                 | Modalità       |          |
| -------- | ---------------------- | ----------------- | -------------- | -------- |
| A        | Rolan Roberts          | Sydney Kings      | fine contratto |          |
| P        | Drew Nicholas          | Saski Baskonia    | fine contratto |          |
| C        | Cristiano Zanus Fortes | Viola R. Calabria | fine contratto |          |
| AP       | Preston Shumpert       | Olimpia Milano    | fine contratto |          |
| P        | Maurizio Giusti        |                   | fine contratto |          |
| G        | Thierry Zig            | Viola R. Calabria | fine contratto |          |
| C        | Chris Haslam           | Teramo Basket     | fine contratto |          |
| P        | Robert Fultz           | Fortitudo Bologna | fine prestito  |          |
| C        | Marcelo Dip            |                   | fine contratto |          |

### Dopo l'inizio della stagione
| Acquisti | Acquisti     | Acquisti      | Acquisti         | Acquisti   |
| R.       | Nome         | da            | Data             | Modalità   |
| -------- | ------------ | ------------- | ---------------- | ---------- |
| G        | Tony Dobbins | Trapani Shark | 15 dicembre 2005 | definitivo |

| Cessioni | Cessioni | Cessioni | Cessioni | Cessioni |
| R.       | Nome     | a        | Data     | Modalità |
| -------- | -------- | -------- | -------- | -------- |